# Charlestown (ort i Irland)
Charlestown (iriska: Baile Chathail) är en ort i republiken Irland.   Den ligger i grevskapet Maigh Eo och provinsen Connacht, i den norra delen av landet, 180 km väster om huvudstaden Dublin. Charlestown ligger 65 meter över havet och antalet invånare är 914.
Terrängen runt Charlestown är platt. Runt Charlestown är det ganska glesbefolkat, med 23 invånare per kvadratkilometer. Närmaste större samhälle är Ballaghaderreen, 15,5 km sydost om Charlestown. Trakten runt Charlestown består i huvudsak av gräsmarker.